# Lijst van voetbalinterlands België - Kroatië (vrouwen)
Deze lijst van voetbalinterlands is een overzicht van alle officiële voetbalinterlands tussen de nationale vrouwenteams van België en Kroatië. De landen hebben tot nu toe twee keer tegen elkaar gespeeld.

## Wedstrijden
| № | Plaats   | Datum            | Competitie           | Wedstrijd        | Uitslag |
| - | -------- | ---------------- | -------------------- | ---------------- | ------- |
| 1 | Leuven   | 3 september 2019 | EK 2022 kwalificatie | België − Kroatië | 6 − 1   |
| 2 | Zaprešić | 8 november 2019  | EK 2022 kwalificatie | Kroatië − België | 1 − 4   |

## Samenvatting
| Competitie      | Totaal gespeeld | Winst België | Gelijk | Winst Kroatië | Doelsaldo België – Kroatië |
| --------------- | --------------- | ------------ | ------ | ------------- | -------------------------- |
| EK-kwalificatie | 2               | 2            | 0      | 0             | 10 − 2                     |
| Totaal          | 2               | 2            | 0      | 0             | 10 − 2                     |